# Kantonezen
Kantonezen vormen een groep mensen in China, die tot de Han-Chinezen horen en waarvan de voorouders uit Guangdong komen. Dit volk spreekt het Kantonees of Yue, dat een van de Chinese talen is. In Hongkong wordt voornamelijk Standaardkantonees gesproken, dat het bekendste en ook meest gebruikte Kantonese dialect is. In Nederland wonen overzeese Chinezen die Kantonees spreken. Er bestaan ook subgroepen in dit volk. Er zijn wereldwijd 66 miljoen mensen die een Kantonees dialect spreken.
Kantonezen vormden in het begin van de Chinese diaspora de meerderheid onder de emigranten. Tegenwoordig emigreren Kantonezen minder vaak naar het buitenland, omdat de provincie Guangdong een van de grootste regionale economieën is. Voor de jaren tachtig van de 20e eeuw werd het platteland van Guangdong geteisterd door periodieke droogtes, moessons, taifoens en overstromingen. De natuurrampen zorgden voor hongersnood en de plattelandsbevolking was arm. Dit, en de oorlogen aan het eind van de Qing-dynastie zorgden voor een grote emigratiegolf van Kantonezen naar Zuidoost-Azië en Noord- en Zuid-Amerika. Er ontstonden daar verenigingen van mensen uit dezelfde geboortestreek om streekgenoten te helpen met migreren en integreren. Belangrijke Kantonese dialecten onder de emigranten waren Siyihua, Zhongshanhua en Standaardkantonees. De emigratiegolf hield pas op begin jaren negentig van de 20e eeuw. De meeste Kantonese emigranten na 1989 waren jongvolwassenen afkomstig van de stad Guangzhou. Ze verlieten om politieke redenen, met dezelfde motieven als zij die aan het Tiananmenprotest hadden meegedaan, het land en vroegen in Europa en Noord-Amerika asiel aan.
De Kantonezen hebben hun eigen cultuur, met een eigen keuken, een eigen opera en met Cantopop.

## Enkele groepen van Kantonezen
- Wai t'auw, een deel van de autochtone Hongkongers
- Guangfuren
- Dapengers
- Siyiminxi
- Tanka